# Sucrerie Cemetery (Ablain-St. Nazaire)
Sucrerie Cemetery (Ablain-St. Nazaire) is een Britse militaire begraafplaats met gesneuvelden uit de Eerste Wereldoorlog, gelegen in de Franse plaats Ablain-Saint-Nazaire in het departement Pas-de-Calais. De begraafplaats werd ontworpen door Reginald Blomfield en ligt 970 m ten oosten van het dorpscentrum. Ze is vanaf de Rue Marcel Lancino bereikbaar via een pad van 160 m. Het terrein heeft een rechthoekige vorm met een oppervlakte van 1.918 m² en wordt omgeven door een lage bakstenen muur. Het Cross of Sacrifice staat centraal tegen de zuidelijke muur. De begraafplaats wordt onderhouden door de Commonwealth War Graves Commission. Ten noorden ligt de heuvel met de Nécropole nationale de Notre-Dame de Lorette. Er liggen 382 doden begraven.

## Geschiedenis
In mei en juni 1915 werd in Ablain-Saint-Nazaire zwaar gevochten tussen Franse en Duitse troepen. De begraafplaats werd in april 1917 aangelegd naast een Franse militaire begraafplaats met zo'n 1.900 graven, die later werd ontruimd. In het begin werd ze ook nog Saskatchewan Cemetery genoemd maar kreeg later de huidige naam omwille van de nabijgelegen suikerfabriek, die in de oorlog werd vernield. De begraafplaats bleef tot oktober 1918 in gebruik. Er worden 220 Britten en 162 Canadezen herdacht.

## Graven

### Onderscheiden militairen
- Gordon Stewart Buckingham, korporaal bij de Royal Engineers ontving de Distinguished Conduct Medal (DCM).
- onderluitenant Ronald William Stevens, compagnie sergeant-majoor W.H. Mottashaw, compagnie kwartiermeester-sergeant Frank Thomas, de sergeanten Samuel George Deane, A.E. Ross, F.R. Wells, William Ward en N.C. McLean, de korporaals W. McLean, E.W. Cutmore, Thomas Morecraft Gusterson en W. Hawkins, de soldaten R.E. Williams, J.J. Morrison, W.S. Hodgson, J. Croxford, H.J. Dowding en T.G. Goldsmith werden onderscheiden met de Military Medal (MM).

### Alias
- soldaat Frederick August Mathiesen Buchholdt diende onder het alias Frederick August Mathiesen Wilson bij de The King's (Liverpool Regiment).